# Wilhelm Wippermann
Wilhelm Wippermann (* 28. Januar 1899 in Großfastenrath, Regierungsbezirk Köln; † 25. Dezember 1962) war ein deutscher Politiker der CDU.

## Ausbildung und Beruf
Nach der Volksschule besuchte Wilhelm Wippermann die Landwirtschaftsschule. Im Anschluss wurde er als Landwirt tätig und war schließlich Landwirtschaftlicher Sachverständiger.

## Politik
Wilhelm Wippermann war stellvertretender Vorsitzender der Kreispartei der CDU. Er war ab 1952 Mitglied des Gemeinderates und des Kreistages sowie ab 1956 des Kreisausschusses. Mitglied der Landwirtschaftskammer Rheinland wurde er 1952. Als Kreislandwirt des Rheinisch-Bergischen Kreises fungierte er ab 1954.
Wilhelm Wippermann war vom 20. Februar 1957 bis zu seinem Tode am 25. Dezember 1962 Mitglied des Landtages von Nordrhein-Westfalen. In den 3. Landtag rückte er nach. In den 4. und 5. Landtag wurde er für den Wahlkreis 027 Rheinisch-Bergischer Kreis-Nord direkt gewählt.